# Liste der Monuments historiques in Feldbach
Die Liste der Monuments historiques in Feldbach führt die Monuments historiques in der französischen Gemeinde Feldbach auf.

## Liste der Bauwerke
| Bezeichnung                 | Beschreibung                                          | Standort               | Kennzeichnung | Schutzstatus | Datum | Bild           |
| --------------------------- | ----------------------------------------------------- | ---------------------- | ------------- | ------------ | ----- | -------------- |
| Kirche St-Jacques-le-Majeur | ehemalige Klosterkirche des 1145 gegründeten Priorats | Rue de l’Église (Lage) | PA00085429    | Classé       | 1898  | weitere Bilder |

## Liste der Objekte
| Bezeichnung                                | Beschreibung                                                                    | Standort                                  | Kennzeichnung | Schutzstatus | Datum | Bild           |
| ------------------------------------------ | ------------------------------------------------------------------------------- | ----------------------------------------- | ------------- | ------------ | ----- | -------------- |
| Grabplatte für den Prior Anthonius Fritsch | Sandstein, 17. Jahrhundert                                                      | in der Kirche St-Jacques-le-Majeur (Lage) | PM68000643    | Classé       | 1982  |                |
| Grabplatte für einen Herren von Pfirt      | Stein, 13. Jahrhundert                                                          | in der Kirche St-Jacques-le-Majeur (Lage) | PM68000644    | Classé       | 1982  |                |
| Grabplatte für den Prior Conrad Hutlin     | Sandstein, 16. Jahrhundert                                                      | in der Kirche St-Jacques-le-Majeur (Lage) | PM68000646    | Classé       | 1982  |                |
| Skulptur Madonna mit Kind                  | Holz, farbig gefasst und vergoldet,                                             | in der Kirche St-Jacques-le-Majeur (Lage) | PM68000649    | Classé       | 1982  |                |
| Taufbecken                                 | Stein und Holz, 17. Jahrhundert                                                 | in der Kirche St-Jacques-le-Majeur (Lage) | PM68000648    | Classé       | 1982  | weitere Bilder |
| Kruzifix                                   | Holz, farbig gefasst und vergoldet, 15. Jahrhundert                             | in der Kirche St-Jacques-le-Majeur (Lage) | PM68001043    | Inscrit      | 1982  |                |
| Gemälde Kreuzigungsgruppe                  | Ölfarbe auf Leinwand, vergoldeter Holzrahmen, 1698, von Heinrich Zacheus Sidler | in der Kirche St-Jacques-le-Majeur (Lage) | PM68001394    | Inscrit      | 2001  |                |
| Grabplatte für Ulmann Herr von Pfirt       | Stein, 14. Jahrhundert                                                          | in der Kirche St-Jacques-le-Majeur (Lage) | PM68000642    | Classé       | 1982  |                |
| Grabplatte für einen Grafen von Pfirt      | Sandstein, 13. oder 14. Jahrhundert                                             | in der Kirche St-Jacques-le-Majeur (Lage) | PM68000647    | Classé       | 1982  |                |